# Roman Šimíček
Roman Šimíček (* 4. November 1971 in Ostrava, Tschechoslowakei) ist ein ehemaliger tschechischer Eishockeyspieler, der im Laufe seiner Karriere für den HC Vítkovice in der tschechischen Extraliga, die Pittsburgh Penguins und Minnesota Wild in der National Hockey League sowie für HPK Hämeenlinna in der SM-liiga aktiv war. Seit 2020 ist er Sportdirektor beim  HC Vítkovice aus der tschechischen Extraliga.

## Karriere

### Club
Roman Šimíček begann seine Karriere als Eishockeyspieler in seiner Heimatstadt beim HC Vítkovice, für dessen Profimannschaft er von 1989 bis 1998 zunächst in der höchsten tschechoslowakischen Spielklasse, sowie ab der Saison 1993/94 in der neu gegründeten tschechischen Extraliga spielte. Mit Vítkovice scheiterte der Angreifer in der Saison 1996/97 im Playoff-Finale um die Meisterschaft am HC Petra Vsetín. Im Sommer 1998 wechselte der Tscheche erstmals ins europäische Ausland, wo er in den folgenden beiden Jahren für den HPK Hämeenlinna in der finnischen SM-liiga auf dem Eis stand.
Im NHL Entry Draft 2000 wurde Šimíček in der neunten Runde als insgesamt 273. Spieler von den Pittsburgh Penguins ausgewählt. Für die US-Amerikaner erzielte er in 29 Spielen in der National Hockey League drei Tore und gab sechs Vorlagen. Am 13. Januar 2001 wurde er im Tausch für Steve McKenna an die Minnesota Wild abgegeben, für die er in den folgenden eineinhalb Jahren auflief, wobei er in der Saison 2001/02 hauptsächlich für deren Farmteam, die Houston Aeros, in der American Hockey League zum Einsatz kam. Die Saison 2002/03 begann der Tscheche beim HIFK Helsinki in Finnland und beendete sie beim HC Sparta Prag in der Extraliga. Nach eineinhalb Jahren verließ der Linksschütze die Hauptstädter und unterschrieb bei seinem Ex-Club HC Vítkovice Steel, bei dem er bis 2009 unter Vertrag stand. Zur Saison 2009/10 wurde der Weltmeister von 1999 vom HC Dukla Trenčín aus der slowakischen Extraliga verpflichtet.
Zur Saison 2010/11 wechselte Šimíček zu GKS Tychy aus der polnischen Ekstraliga. Mit der Mannschaft wurde er auf Anhieb Vizemeister. Während der Saison 2012/13 war er Spieler-Assistenztrainer bei GKS, ehe er seine Karriere beendete.

### Als Trainer
Ab seinem Karriereende 2013 war Šimíček Assistenztrainer beim HC Vítkovice, ehe er Mitte der Saison 2014/15 entlassen wurde und in den Trainerstab des HC Košice wechselte. Dort stand er bis Oktober 2015 unter Vertrag und übernahm anschließend das Cheftraineramt beim HK 36 Skalica.
Ab Dezember 2016 war Šimíček Cheftrainer bei Orli Znojmo aus der multinationalen EBEL, ehe sein Vertrag Ende Januar 2018 aufgelöst wurde und er zum  HC Košice in die slowakische Extraliga wechselte. 2019 endete seine Amtszeit beim HC Košice.
Seit 2020 ist Šimíček Sportdirektor beim HC Vítkovice aus der tschechischen Extraliga und übernahm zeitweise auch wieder die Funktion des Assistenztrainers.

### International
Für Tschechien nahm Šimíček an den Weltmeisterschaften 1997 und 1999 teil.

## Erfolge und Auszeichnungen
- 1997 Tschechischer Vizemeister mit dem HC Vítkovice
- 1997 Bronzemedaille bei der Weltmeisterschaft
- 1999 Goldmedaille bei der Weltmeisterschaft
- 2011 Polnischer Vizemeister mit GKS Tychy
- 2015 Slowakischer Meister mit dem HC Košice (als Co-Trainer)

## Karrierestatistik
(Legende zur Spielerstatistik: Sp oder GP = absolvierte Spiele; T oder G = erzielte Tore; V oder A = erzielte Assists; Pkt oder Pts = erzielte Scorerpunkte; SM oder PIM = erhaltene Strafminuten; +/− = Plus/Minus-Bilanz; PP = erzielte Überzahltore; SH = erzielte Unterzahltore; GW = erzielte Siegtore; 1 Play-downs/Relegation; Kursiv: Statistik nicht vollständig)